# Ancy-sur-Moselle
Ancy-sur-Moselle era una población y comuna francesa, situada en la región de Lorena, departamento de Mosela, en el distrito de Metz y cantón de Las Laderas de Mosela, que el uno de enero de 2016 se unió a la comuna de Dornot formando la nueva comuna de Ancy-Dornot, y pasando a ser una comuna delegada de la misma.

## Demografía
| 1164 | 1216 | 1283 | 1288 | 1339 | 1475 | 1456 | 1408 |
| Para los censos de 1962 a 1999 la población legal corresponde a la población sin duplicidades (Fuente: INSEE [Consultar]) |      |      |      |      |      |      |      |